# Чемпіонат Європи з фігурного катання 2021
Чемпіонат Європи з фігурного катання 2021 — змагання серед фігуристів європейських країн, яке 
мало відбутися в Загребі з 25 по 31 січня 2021 року. Спортсмени мали виступати в наступних категоріях: чоловіче і жіноче одиночне катання, парне фігурне катання і танці на льоду.
10 грудня 2020 року Міжнародним союзом ковзанярів було оголошено про скасування турніру через пандемію коронавірусу.